# Korea Cup 1995
De Korea Cup 1995 was de 21e editie van de Korea Cup. Het toernooi werd gehouden van 3 tot en met 12 juni 1995. Aan het toernooi deden 8 landen mee. Ecuador werd kampioen, in de finale versloegen zij Zambia met 1–0.

## Groepsfase

### Groep 1
| Pos | Land          | Wed | Win | Gel | Ver | DV | DT | +/− | Pnt |
| --- | ------------- | --- | --- | --- | --- | -- | -- | --- | --- |
| 1   | Zuid-Korea    | 3   | 3   | 0   | 0   | 8  | 1  | +7  | 9   |
| 2   | Costa Rica    | 3   | 1   | 1   | 1   | 4  | 3  | +1  | 4   |
| 3   | Rio XI        | 3   | 1   | 0   | 2   | 2  | 5  | –3  | 3   |
| 4   | Kilmarnock FC | 3   | 0   | 1   | 2   | 4  | 9  | –5  | 1   |

### Groep 2
| Pos | Land           | Wed | Win | Gel | Ver | DV | DT | +/− | Pnt |
| --- | -------------- | --- | --- | --- | --- | -- | -- | --- | --- |
| 1   | Ecuador        | 3   | 2   | 1   | 0   | 7  | 3  | +4  | 7   |
| 2   | Zambia         | 3   | 1   | 1   | 1   | 3  | 4  | –1  | 4   |
| 3   | KV Mechelen    | 3   | 0   | 2   | 1   | 3  | 4  | –1  | 2   |
| 4   | Trelleborgs FF | 3   | 0   | 2   | 1   | 3  | 5  | –2  | 2   |

## Knock-outfase
|  | halve finale | halve finale |  |         | finale  | finale  |
|  |              |              |  |         |         |         |
|  | 10 juni      |              |  |         |         |         |
|  | Zuid-Korea   | 2            |  |         |         |         |
|  | Zambia       | 3            |  |         | 12 juni | 12 juni |
|  |              |              |  |         | Zambia  | 0       |
|  | 10 juni      | 10 juni      |  | Ecuador | 1       |         |
|  | Ecuador      | 2            |  |         |         |         |
|  | Costa Rica   | 1            |  |         |         |         |

| Winnaar Korea Cup 1995 |
| ---------------------- |
|                        |
| Ecuador 1e titel       |